# Bargard
Bargard (persiska: برگرد) är en ort i Iran.   Den ligger i provinsen Nordkhorasan, i den nordöstra delen av landet, 600 km öster om huvudstaden Teheran. Bargard ligger 1 160 meter över havet och antalet invånare är 553.
Terrängen runt Bargard är platt.Runt Bargard är det ganska glesbefolkat, med 38 invånare per kvadratkilometer. Närmaste större samhälle är Fārūj, 6,5 km sydost om Bargard. Trakten runt Bargard består till största delen av jordbruksmark.